# Larrimbe
Larrimbe (en euskera y oficialmente Larrinbe) es un concejo del municipio de Amurrio, en la provincia de Álava, España.

## Toponimia
En 1399 aparece documentado Larrinbe. Y en 1470, Larrimbe.

## Geografía física
El concejo, que se encuentra 2,6 km al sureste del centro de Amurrio, forma parte de la Cuadrilla de Ayala.
| Noroeste: Amurrio |  |                         |
|                   |  |                         |
| Suroeste: Saracho |  | Sureste: Lezama (Álava) |

## Historia
A comienzos del siglo XX, el lugar, que por entonces formaba parte del ayuntamiento de Lezama, contaba con una población de 141 habitantes. La localidad aparece descrita de la siguiente manera en el tomo de la Geografía general del País Vasco-Navarro dedicado a Álava y escrito por Vicente Vera y López:

Larrimbe.—Lugar de 34 edificios; poblado por 141 almas de hecho y 139 de derecho. Dista de Lezama 3,372 metros; está situado en la carretera de Valmaseda á Vitoria y baña su término el río Nervión. Confina, al N. y Oeste, con el término de Amurrio; al E., con Barambio, y al S., con Lezama. Su parroquia, de categoría rural de primera clase, está dedicada á Santiago y pertenece al arciprestazgo de Ayala. Fué del patronato del duque de Berwick y la servían tres beneficiados. Tiene una escuela pública de categoría incompleta y su población se calcula en 34 niños y niñas, incluyendo los de Lecámañan que asisten a ella. Pertenece al vecindario el aprovechamiento de los montes comunales Ejido, de 306 hectáreas; Los Orzales, de 3, y Astepe, de 15, plantados de robles
(Vera y López, 1915-1921, pp. 593-594)

## Demografía
| Gráfica de evolución demográfica de Larrimbe entre 2000 y 2019 |
|                                                                |
| Población de derecho según los censos de población del INE.    |

## Cultura

### Patrimonio material
- Iglesia de Santiago.[4]

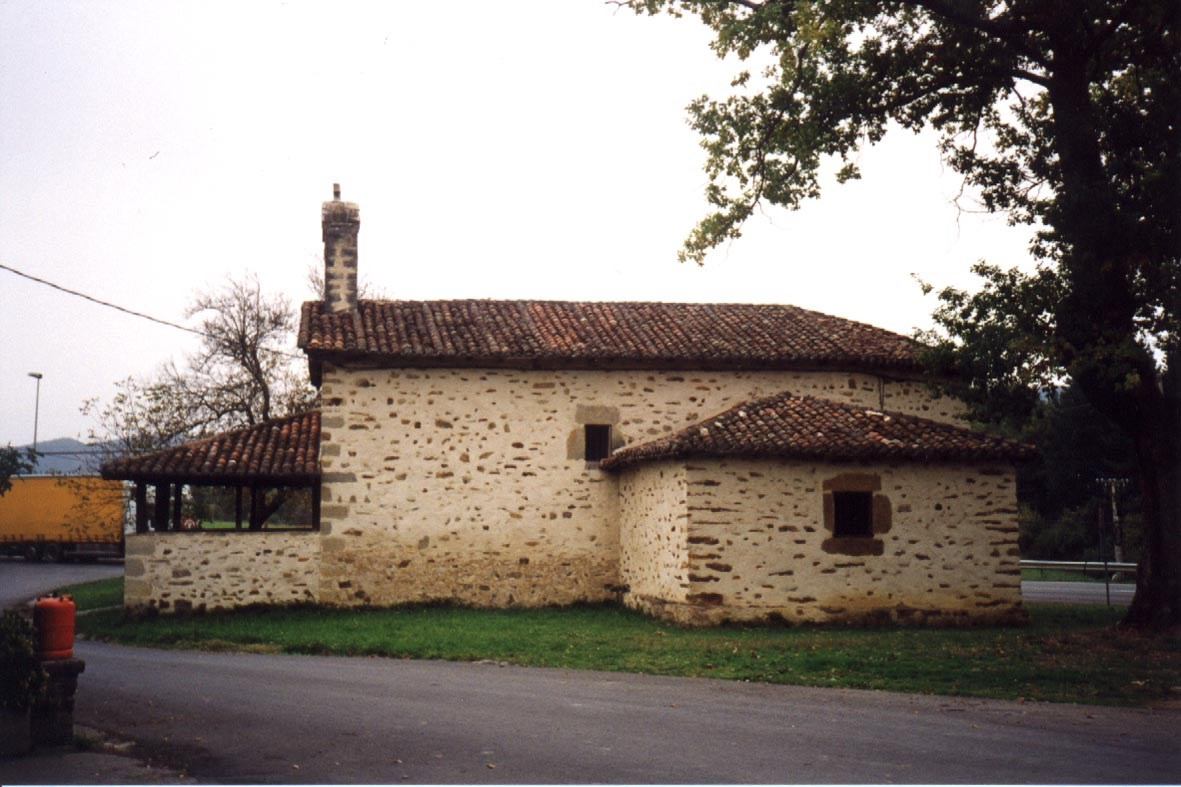
Ermita de San Andrés

- Ermita de San AndrésErmita de San Mamés. Pequeño templo de gran devoción, situado entre los caseríos dispersos del pueblo. Es una construcción de tipo popular con muros de mampostería. Sirve de pórtico un simple tejado a una vertiente que, apeado en pies derechos, da acceso a la portada, rematada en arco de medio punto con las dovelas sin decorar. La ermita tiene la cabecera ochavada de tres lados y su nave de cuatro tramos. El coro es de madera y posee un antepecho con balaustres también de madera sin tallar. La espadaña es de un solo vano, con remate triangular y pirámides en los flancos. El retablo mayor, de estilo barroco avanzado (segunda mitad del siglo XVIII), está pintado y dorado.[5]Centro social de Larrimbe

- Molino harinero de Zankueta.[6]

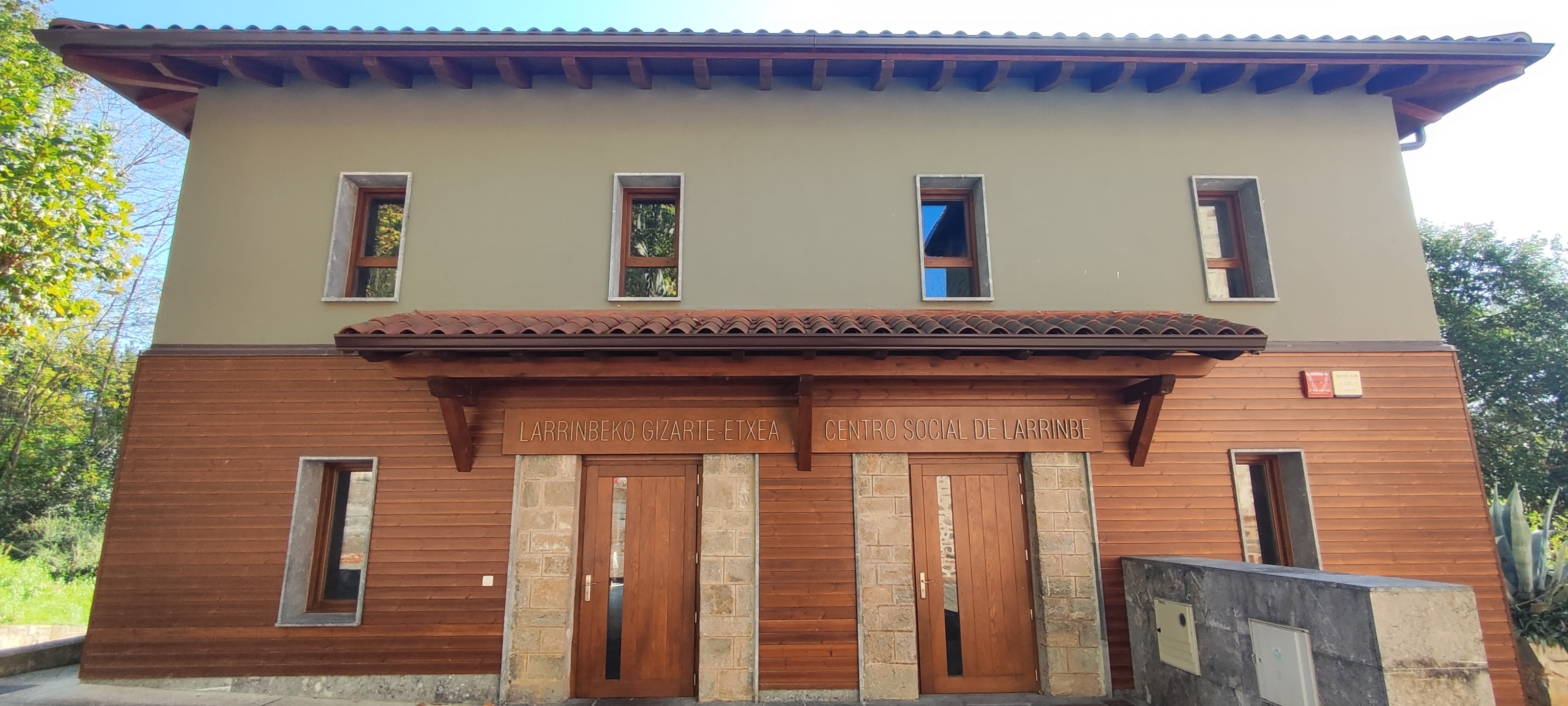
Centro social de Larrimbe

- Cuenta con varios caseríos, casas tradicionales para usos agrícolas y ganaderos, entre los que destaca el de San Mamés,[7]Beraza,[8]Ugartena.[9]
- Tejera (desaparecida).[10]
- Cementerio.
- Centro Social.[11]

### Patrimonio inmaterial
- La fiesta local se celebra en torno al día de Santiago, 25 de julio.[12][13]